# Rue Baudoin
La rue Baudoin est une rue du 13e arrondissement de Paris, en France. 

## Situation et accès
La numérotation des bâtiments débute au nord-ouest de la rue Baudoin, à partir de la rue Clisson ; les numéros impairs 1 à 17 et pairs 2 à 12 sont utilisés.
La rue Baudoin rencontre la rue Zadkine. La rue Baudoin présente plusieurs particularités : elle se compose de trois branches et l'une d'elles se prolonge par une autre voie, la rue Zadkine.
| À gauche, les trois branches de la rue Baudoin, au centre, la rue Zadkine qui prolonge l'une de ses branches et à droite, la rue vue depuis la rue Zadkine. |  | À gauche, les trois branches de la rue Baudoin, au centre, la rue Zadkine qui prolonge l'une de ses branches et à droite, la rue vue depuis la rue Zadkine. |  | À gauche, les trois branches de la rue Baudoin, au centre, la rue Zadkine qui prolonge l'une de ses branches et à droite, la rue vue depuis la rue Zadkine. |
| À gauche, les trois branches de la rue Baudoin, au centre, la rue Zadkine qui prolonge l'une de ses branches et à droite, la rue vue depuis la rue Zadkine. |  | |  | |

La station de métro la plus proche de la rue Baudoin est Chevaleret.

## Origine du nom
Cette rue tient son nom d'un ancien propriétaire.

## Historique
La voie est ouverte en 1883 sous le nom de « passage Baudoin » et prend sa dénomination actuelle le 18 avril 1963. Elle est comprise dans la zone des anciennes carrières.